# Glosatori
Glosatori (glosatorska škola), srednjovjekovni pravnici koji su rimsko pravo proučavali na osnovi Justinijanovog Corpus iuris civilis.

## Rad
Pojava glosatora veže se za grad Bolonju gdje na početku 12. stoljeća pravnik Irnerius osniva školu u kojoj počinje izučavati rimsko pravo. Ime škole potječe od glossa, tumačenja rimskih tekstova koje su glosatori zapisivali između redova (interlinearis) i uz rubove (marginalis). U istraživanju su se vodili skolastičkom metodom te su gajili duboko poštovanje prema rimskom pravu. Budući da ih nisu ih zanimale okolnosti pod kojima su određene odredbe donesene te ih nisu preispitivali već uzimali zdravo za gotovo, njihov rad ima karateristike antihistoricizma i dogmatizma.
Sredinom 13. stoljeća Franciscus Accurius sastavlja svoje djelo Glossa magistralis seu ordinaria u kojem je, s ciljem standardiziranja tumačenja, prikupio glose svih značajnijih glosatora. Nakon navedenoga započinje vrijeme postglosatora (komentatora).

## Značaj
Iako je glosatorsko proučavanje rimskog prava uglavnom potaknuto znanstvenim interesom a ne praktičnom potrebom (praksom će se više voditi postglosatori), njihov je rad postavio temelje koji će se uskoro početi primjenjivati zbog uznapredovale trgovine koja će zahtijevati složeniji pravni sustav.